# Micropterix klimeschi
Micropterix klimeschi is een vlinder uit de familie  van de oermotten (Micropterigidae). De wetenschappelijke naam van de soort is voor het eerst geldig gepubliceerd door Heath in 1973.

## Verspreiding en leefgebied
De soort komt voor in Europa.